# Sphingomima viriosa
Sphingomima viriosa är en fjärilsart som beskrevs av Louis Beethoven Prout 1915. Sphingomima viriosa ingår i släktet Sphingomima och familjen mätare. Inga underarter finns listade i Catalogue of Life.